# Fenna Ulichki
Fenna Ulichki Boudchourt (Tétouan, 25 september 1969) is een Nederlands politicus.
Ze werd geboren in Marokko, maar verhuisde al in haar eerste levensjaar met haar moeder haar vader achterna naar Nederland. Vader was al eerder werknemer in de Limburgse mijnen in België, weer een periode in Marokko en ten slotte in een Nederlandse fabriek. 
Ze doorliep de 10e Montessorischool (Chasséstraat en Balboaplein) in Amsterdam (1975-1981). Daarna volgde VMBO-T aan het Calandlyceum in diezelfde stad (1981-1985). Van 1996 tot 1999 studeerde ze maatschappelijk werk aan de Hogeschool van Amsterdam. In 2000 werd ze voorzitter van de Marokkaanse Vrouwen Vereniging Nederland (MVVN). Een functie die ze tot 2006 bekleedde en combineerde met de functie van beleidsmedewerker stedelijke vernieuwing en jeugd bij de gemeente Amsterdam. In dat jaar werd ze gemeenteraadslid namens GroenLinks (portefeuille onderwijs, diversiteit, jeugd, zorg en emancipatie). Vanaf 2014 was ze bestuurslid bij Stadsdeel West en vanaf 2018 is ze dagelijks bestuurder in de stadsdeelcommissie (portefeuille veiligheid, zorg en welzijn, kunst en cultuur). In die periode woonde ze meestentijds in de Kinkerstraat.
Ze trouwde op jonge leeftijd, maar scheidde ook weer jong.